# Махновка (Черниговская область)
Махно́вка (укр. Махнівка; с 1927 по 2016 год — Петро́вка, укр. Петрівка) — село в Борзнянском районе Черниговской области Украины.
Расположено в 27 км на юг от райцентра Борзны. Население — 501 чел. (на 2006 г.). Адрес совета: 16464, Черниговская обл., Борзнянский р-он, село Махновка, ул.Ленина,24 , тел. 2-48-42.